# Ортис де Гаэте, Марина
Марина Ортис де Гаэте Гонсалес (исп. Marina Ortiz de Gaete González; ок. 1509 — апрель 1592) — жена Педро де Вальдивии, испанского конкистадора и первого губернатора Чили, сыгравшая важную роль в политике завоеваний и ранней истории Королевства Чили.

## Биография
Марина (иногда упоминаемая как Мария) Ортис де Гаэте родилась около 1509 года в Саламеа-де-ла-Серене (Испания), в семье Франсиско Ортиса де Гаэте и Леоноры Гонсалес Гутьеррес. В 1527 году она вышла замуж за Педро де Вальдивию, который в 1535 году отправился в Новый свет в поисках удачи. После этого они никогда больше не виделись, хотя он до конца своей жизни поддерживал с ней связь и присылал ей деньги.
Оказавшись в Перу, Вальдивия привязался к вдове Инес де Суарес, которая сопровождала его в Чили в качестве любовницы. Его враги в Чили сумели предать его суду в Лиме в 1548 году по обвинению в тирании, злоупотреблении государственными фондами и общественной безнравственности. Так, среди прочего, ему вменялось то, что он, будучи женатым, открыто жил с Инес де Суарес: "… как муж и жена, они спят в одной постели и едят из одной посуды...". В обмен на снятие обвинений и утверждение в качестве королевского губернатора Вальдивия согласился бросить Суарес и привезти в Чили свою жену. Он также должен был выдать Инес замуж, что он сделал по возвращении в Чили в 1549 году, сделав её женой одного из своих капитанов — Родриго де Кироги. В знак признания его заслуг Вальдивия был, наконец, назначен аделантадо и получил королевское разрешение на присвоение ему титула губернатора Чили, что значительно укрепило его положение и репутацию.

### В Америке
За Мариной послали, и она покинула Испанию в ноябре 1553 года на нао Хуана де Мондрагона. Её сопровождали многочисленные родственники, в том числе брат и две племянницы. Прибыв в Перу в 1554 году, Марина узнала, что её супруг умер в предыдущем году после того, как был захвачен мапуче в битве при Тукапеле. В Лиме её удерживал вице-король Перу Андрес Уртадо де Мендоса, предложивший ей крупную сумму золотом в обмен на то, что она не продолжит свой путь в Чили, согласившись вернуться в Испанию и отказавшись от всех прав на наследство своего мужа. Она отказалась и после ещё ряда задержек наконец прибыла в Чили в 1555 году. Марина Ортис попеременно проживала в Сантьяго и Консепсьоне. Она умерла в возрасте примерно 83 лет, в период с 30 марта по 12 апреля 1592 года.
 